# China 9, Liberty 37
China 9, Liberty 37 (tal. Amore, piombo e furore) je talijansko - španjolski spaghetti western iz 1978. godine, kojeg je režirao Monte Hellman. Glavne uloge u filmu, koji je sniman u Italiji i Španjolskoj, tumače Warren Oates, Jenny Agutter i Fabio Testi

## Radnja
U trenutku svoga vješanja, revolveraš Clayton Drumm (Testi) dobiva priliku sačuvati svoj život ako pristane ubiti Matthewa (Oates), rudara koji odbija prodati željeznici svoju zemlju. Naime, Matthewovo odbijanje predstavlja veliku prepreku za planiranu ekspanziju željeznice.
Unatoč činjenici što, naravno, prihvaća ponuđeni zadatak, Clayton je ustvari umoran od ubojstava i željan izgradnje novoga života za sebe. Uskoro, budući ubojica i njegova potencijalna žrtva se upoznaju, nakon čega ubrzo postaju i bliski prijatelji. Matthew je oženjen prekrasnom Catherine (Agutter), koja uvelike komplicira situaciju, hitro se zaljubljujući u Claytona. Unatoč sve većoj odanosti Matthewu, Clayton se predaje svojoj požudi, tj. spava sa suprugom svoga novoga prijatelja. Nakon što Matthew otkrije nevjeru svoje supruge, preuzima ga bijes koji ga nagoni na nasilničko ponašanje prema njoj. Ubrzo potom, ona napušta Matthewa i odlazi s Claytonom. Razbješnjeli Matthew, potom, traži od svoga mentalno nestabilnog brata da mu pomogne tražiti njegovu suprugu i njenog ljubavnika.
U međuvremenu, željeznička tvrtka uspijeva zamijetiti kako Clayton nije ispunio svoj dio dogovora. Slijedom događaja, oni naposljetku mijenjaju svoje planove, na način da sada žele svakoga tko im je stao na put, uključujući i Claytona, da umre.

## Glavne uloge
- Fabio Testi kao Clayton Drumm
- Warren Oates kao Matthew Sebanek
- Jenny Agutter kao Catherine Sebanek
- Sam Peckinpah kao Wilbur Olsen
- Isabel Mestres kao Barbara, Virgilova supruga
- Gianrico Tondinelli kao Johnny Sebanek
- Franco Interlenghi kao Hank Sebanek
- Charly Bravo kao Duke, Barbara's Brother (as Carlos Bravo)
- Paco Benlloch kao Virgil Severnack
- Sydney Lassick kao šerifov prijatelj

## Zanimljivosti
- Naslov filma se odnosi na putokaz s dvije strelice koji se može vidjeti u filmu. Naime, na jednoj strelici piše China 9 a na drugoj Liberty 37.
- Film predstavlja posljednji western uradak za redatelja Montea Hellmana, kao i za glumca Warrena Oatesa, koji je tijekom svoje karijere glumio u brojnim westernima.
- Sam Peckinpah se pojavljuje u filmu u cameo ulozi.
- Putokaz s dvije strelice na kojima piše China 9 i Liberty 37, zbilja postoji i to na autocesti 90 u Beaumontu u Teksasu.
- Scenaristi filma Jerry Harvey i Douglas Venturelli, su putovali na snimanje filma u Španjolsku, u kojem su se naposljetku i pojavili u cameo ulogama.

## Vanjske poveznice
- China 9, Liberty 37 u internetskoj bazi filmova IMDb-a